# Union des sports athlétiques perpignanais
 (décembre 2023).
Si vous disposez d'ouvrages ou d'articles de référence ou si vous connaissez des sites web de qualité traitant du thème abordé ici, merci de compléter l'article en donnant les références utiles à sa vérifiabilité et en les liant à la section « Notes et références ».
Pour les articles homonymes, voir USAP.
Ne doit pas être confondu avec Union sportive arlequins perpignanais.
L'Union des sports athlétiques perpignanais  est un ancien club français de football basé à Perpignan, fondé en 1940 et qui cesse ses activités en 1947.
Le club devient professionnel en 1942, sous les commandes de Pierre Chayriguès. Malgré de belles prestations (et notamment une finale Sud de Coupe de France) le club est rétrogradé au printemps 1943 à la suite du coup de force du colonel Pascot. Les perpignanais retrouvent le statut professionnel deux ans plus tard mais disparaissent au printemps 1947 après deux saisons en Division 2.

## Histoire
Le régime de Vichy par le colonel Pascot rétrograde l'équipe au printemps 1943. À la fin de la Seconde Guerre mondiale le club réintègre la Division 2 qui vient d'être recréée.

## Palmarès
| Compétitions nationales | Compétitions régionales |
| - Championnat de France de Division 2 - Meilleur classement : 11e 1946. - Coupe de France - Meilleure performance : finaliste « Sud » 1943. | Informations inconnues  |

## Bilan saison par saison
| Saison            | Champ                 | Cl  | Pts | J  | G  | N | P  | Bp | Bc  | Dif | CdF        | CdL | TdC | CE | M. buteur | B | Entraîneur | Aff |
| ----------------- | --------------------- | --- | --- | -- | -- | - | -- | -- | --- | --- | ---------- | --- | --- | -- | --------- | - | ---------- | --- |
| ...               |                       |     |     |    |    |   |    |    |     |     |            |     |     |    |           |   |            |     |
| 1942-43           | Division 1 (Sud)      | 12e | 25  | 30 | 9  | 7 | 14 | 41 | 46  | -5  | finale Sud |     |     |    |           |   |            |     |
| 1943-44 USAP      | CFA gr. D (Languedoc) | 3e  | 24  | 16 | 11 | 2 | 3  |    |     |     |            |     |     |    |           |   |            |     |
| 1943-44 Equ. Féd. | Champ. Fédéral        | 15e | 15  | 30 | 6  | 3 | 21 | 45 | 85  | -40 | 1/4 f      |     |     |    |           |   |            |     |
| 1944-45           | CFA (Languedoc)       |     |     |    |    |   |    |    |     |     |            |     |     |    |           |   |            |     |
| 1945-46           | Division 2 (Sud)      | 11e | 22  | 26 | 10 | 2 | 14 | 38 | 61  | -23 |            |     |     |    |           |   |            |     |
| 1946-47           | Division 2            | 21e | 22  | 42 | 8  | 6 | 28 | 57 | 130 | -73 |            |     |     |    |           |   |            |     |

## Joueurs notables
- José Molinuevo
- Max Conchy
- Lazlo et Charles Kovács